# سباستین سالومون
سباستین سالومون (انگلیسی: Sebastián Salomón؛ زادهٔ ۱۲ دسامبر ۱۹۷۸) بازیکن فوتبال اهل آرژانتین است.
از باشگاه‌هایی که در آن بازی کرده‌است می‌توان به باشگاه فوتبال گودوی کروز، باشگاه فوتبال آریس لیماسول، و باشگاه فوتبال لانوس اشاره کرد.